# Jim Hall (pilote automobile)
Pour les articles homonymes, voir Hall et Jim Hall.
James Ellis Hall, dit Jim Hall, (né le 23 juillet 1935 à Abilene au Texas), est un ancien pilote et constructeur automobile américain connu pour avoir créé la marque Chaparral Cars, fameuse pour ses innovations techniques dans les années 1960 et 1970. Il a participé à 11 Grands Prix de Formule 1 entre 1960 et 1963.

## Biographie
Héritier d'une famille qui a fait fortune dans le pétrole, Jim Hall fait ses premiers pas dans le milieu du sport auto en intégrant en 1957 la société Carroll Shelby Sports Car, dans laquelle est déjà impliqué son frère ainé Dick. Tout comme son frère, Jim se lance alors dans la compétition, d'abord au volant de voitures de type "sport", puis progressivement en monoplace. En 1960, au volant d'une Lotus 18 privée prêtée par son ami pilote Hap Sharp, il dispute même le Grand Prix des États-Unis, où il termine à une belle septième place. Jim Hall participera à nouveau au GP des États-Unis en 1961, avant d'intégrer en 1963 l'écurie BRP d'Alfred Moss et Ken Gregory (respectivement le père et le manager de Stirling Moss). Mais l'aventure se solde par des résultats mitigés  (une cinquième et une sixième place, soit 3 points). Fin 63, Hall abandonne tout rêve de succès en F1 pour se consacrer à l'œuvre de sa vie, lancée deux ans plus tôt
Dès 1961, Jim Hall a en effet décidé de devenir constructeur en association avec Hap Sharp. Les deux hommes décident de baptiser leur entreprise Chaparral, l'autre nom du Grand géocoucou, un oiseau du Texas immortalisé par le dessin animé Bip Bip et Coyote. La première Chaparral, la MK 1, est une barquette classique à moteur V8 Chevrolet que le duo Hall/Sharp engage dans des épreuves "sport" aux États-Unis. En 1963, Jim Hall lance la Chaparral 2A qui dominera jusqu'en 1965 les épreuves du championnat SCCA. Au fil de ses évolutions, la 2A se voit greffer une boîte automatique. C'est à son volant que Hall et Sharp offrent à leur équipe sa première grande victoire internationale aux 12 Heures de Sebring 1965.
À partir de 1966, Hall engage Chaparral sur deux fronts : le challenge CanAm en Amérique du Nord et le championnat du monde des marques (essentiellement en Europe). Pour le CanAm, Jim Hall lance la 2E, un modèle qui fera date: il s'agit d'une barquette équipée d'un aileron arrière (en soi une nouveauté puisque même la F1 n'a pas encore exploré cette solution technique) qui a la particularité d'être mobile. À partir d'une troisième pédale (rappelons que les Chaparral ont une boîte automatique, et donc pas de pédale d'embrayage) le pilote peut incliner l'aileron dans les virages pour gagner de l'adhérence, et le remettre à plat en ligne droite pour conserver une vitesse de pointe optimale. Pour le championnat du monde, Hall conçoit également une version "coupé" de la 2A, la 2D, que Jo Bonnier et Phil Hill font triompher aux 1 000 km du Nürburgring 1966. En 1967, la Chaparral 2F domine les épreuves du championnat du monde des marques, mais par la faute d'une fiabilité aléatoire, ne cueille les lauriers de la victoire qu'à une seule reprise (les 500 km de Brands Hatch avec P.Hill et Mike Spence). 
Chassé du championnat du monde par un changement de réglementation technique portant sur la cylindrée maximale autorisée, Jim Hall concentre l'activité de Chaparral sur les épreuves américaines, et notamment le challenge CanAm. C'est dans ce championnat qu'il est victime d'un grave accident qui met un terme à sa carrière de pilote. Cela ne l'empêche pas de continuer à explorer des solutions techniques particulièrement originales, comme avec la Chaparral "aspirateur" 2J de 1970, flanquée de deux turbines destinées à aspirer l'air sous la voiture et à créer un effet ventouse. Gordon Murray copiera l'idée 8 ans plus tard avec la Brabham-Alfa. Mais sous la pression des concurrents, le système est rapidement banni par le législateur, entraînant la fin de l'activité de Chaparral. 
À la fin des années 1970, Jim Hall relance Chaparral, cette fois en monoplace. En 1978, Al Unser remporte les 500 Miles d'Indianapolis sur une Lola-Cosworth engagée par le Chaparral Racing. Puis, en 1979, il confie à l'ingénieur britannique John Barnard la conception de la Chaparral 2K "wing car" que Johnny Rutherford fera triompher à l'Indy 500 1980. 
Après avoir quitté le CART fin 1982, Jim Hall y retourne en 1991, mais sans le statut de "constructeur", avec une équipe baptisée Jim Hall Racing. À la fin de la saison 1996, malgré sa collaboration fructueuse avec l'espoir brésilien Gil de Ferran, il décide de se retirer du sport automobile.

## Résultats en championnat du monde de Formule 1
| Saison | Écurie                     | Châssis  | Moteur            | Pneus  | GP disputés | Points inscrits | Classement |
| ------ | -------------------------- | -------- | ----------------- | ------ | ----------- | --------------- | ---------- |
| 1960   | Privé                      | Lotus 18 | Climax 4 en ligne | Dunlop | 1           | 0               | n.c.       |
| 1961   | Privé                      | Lotus 18 | Climax 4 en ligne | Dunlop | 1           | 0               | n.c.       |
| 1962   | Privé                      | Lotus 21 | Climax 4 en ligne | Dunlop | 0           | 0               | n.c.       |
| 1963   | British Racing Partnership | Lotus 21 | BRM V8            | Dunlop | 9           | 3               | 12e        |

## Résultats aux 24 heures du Mans
| Année | Équipe                     | Voiture         | Équipiers  | Résultat |
| ----- | -------------------------- | --------------- | ---------- | -------- |
| 1963  | North American Racing Team | Ferrari 330 LMB | Dan Gurney | Abandon  |

## Divers
- Un musée du Texas est consacré à la saga de Jim Hall et des voitures Chaparral.
- Jim Hall figure dans l'International Motorsports Hall of Fame de Talladega (Alabama).
- L'Acura ARX-02a de de Ferran Motorsports (en) numéro 66 lui rend hommage.